# Населення Гібралтару
Населення Гібралтару. Чисельність населення країни 2015 року становила 29,3 тис. осіб (219-те місце у світі). Чисельність гібралтарців стабільно збільшується, народжуваність 2015 року становила 14,08 ‰ (139-те місце у світі), смертність — 8,37 ‰ (83-тє місце у світі), природний приріст — 0,24 % (180-те місце у світі) . 

## Природний рух

### Відтворення
Народжуваність у Гібралтарі, станом на 2015 рік, дорівнює 14,08 ‰ (139-те місце у світі). Коефіцієнт потенційної народжуваності 2015 року становив 1,91 дитини на одну жінку (134-те місце у світі).
Смертність у Гібралтарі 2015 року становила 8,37 ‰ (83-тє місце у світі).
Природний приріст населення в країні 2015 року становив 0,24 % (180-те місце у світі).

### Вікова структура

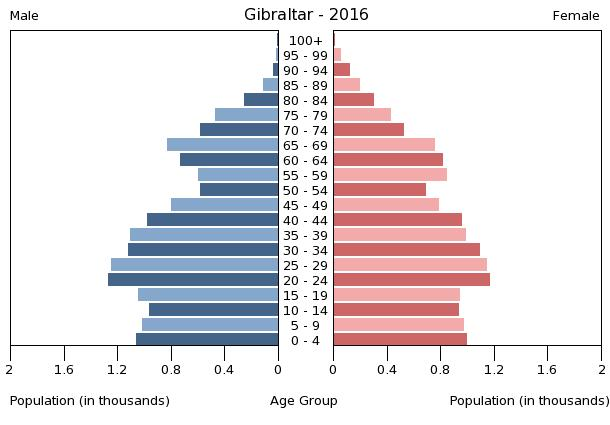
Віково-статева піраміда населення Гібралтару, 2016 рік

Середній вік населення Гібралтару становить 34,5 року (81-ше місце у світі): для чоловіків — 33,6, для жінок — 33,5 року. Очікувана середня тривалість життя 2015 року становила 79,28 року (46-те місце у світі), для чоловіків — 76,43 року, для жінок — 82,34 року.
Вікова структура населення Гібралтару, станом на 2015 рік, мала такий вигляд:
- діти віком до 14 років — 20,11 % (3014 чоловіків, 2870 жінок);
- молодь віком 15—24 роки — 15,58 % (2383 чоловіки, 2174 жінки);
- дорослі віком 25—54 роки — 38,44 % (5678 чоловіків, 5569 жінок);
- особи передпохилого віку (55—64 роки) — 10,47 % (1418 чоловіків, 1644 жінки);
- особи похилого віку (65 років і старіші) — 15,41 % (2216 чоловіків, 2291 жінки)[1].

### Шлюбність— розлучуваність
Коефіцієнт шлюбності, тобто кількість шлюбів на 1 тис. осіб за календарний рік, дорівнює 6,7; коефіцієнт розлучуваності — 3,2; індекс розлучуваності, тобто відношення шлюбів до розлучень за календарний рік — 48 (дані за 2010 рік).

## Розселення
Густота населення країни 2015 року становила 3221,7 особи/км² (5-те місце у світі).

### Урбанізація
Гібралтар надзвичайно урбанізована країна. Рівень урбанізованості становить 100 % населення країни (станом на 2015 рік), темпи зростання частки міського населення — 0,07 % (оцінка тренду за 2010—2015 роки).
Головні міста країни: Гібралтар (столиця) — 29,0 тис. осіб (дані за 2014 рік).

### Міграції
Річний рівень еміграції 2015 року становив 3,28 ‰ (183-тє місце у світі). Цей показник не враховує різниці між законними і незаконними мігрантами, між біженцями, трудовими мігрантами та іншими.

## Расово-етнічний склад
| Етнічний склад (2011 рік) | Етнічний склад (2011 рік) | Етнічний склад (2011 рік) | Етнічний склад (2011 рік) | Етнічний склад (2011 рік) |
| ------------------------- | ------------------------- | ------------------------- | ------------------------- | ------------------------- |
| Етнос:                    |                           |                           | Відсоток:                 |                           |
| британці                  | британці                  |                           | 92.2%                     | 92.2%                     |
| іспанці                   | іспанці                   |                           | 2.1%                      | 2.1%                      |
| європейці                 | європейці                 |                           | 2.4%                      | 2.4%                      |
| інші                      | інші                      |                           | 1.6%                      | 1.6%                      |
| марокканці                | марокканці                |                           | 1.6%                      | 1.6%                      |

Головні етноси країни: іспанці, італійці, англійці, мальтійці, португальці, німці, вихідці з Півночі Африки.

## Мови
| Мови Гібралтару (2015 рік) | Мови Гібралтару (2015 рік) | Мови Гібралтару (2015 рік) | Мови Гібралтару (2015 рік) | Мови Гібралтару (2015 рік) |
| -------------------------- | -------------------------- | -------------------------- | -------------------------- | -------------------------- |
| Мова:                      |                            |                            | Відсоток:                  |                            |
| англійська                 | англійська                 |                            | %                          | %                          |
| іспанська                  | іспанська                  |                            | %                          | %                          |
| італійська                 | італійська                 |                            | %                          | %                          |
| португальська              | португальська              |                            | %                          | %                          |

Офіційна мова: англійська. Інші поширені мови: іспанська, італійська, португальська.

## Релігії
| Релігії в Гібралтарі (2009 рік) | Релігії в Гібралтарі (2009 рік) | Релігії в Гібралтарі (2009 рік) | Релігії в Гібралтарі (2009 рік) | Релігії в Гібралтарі (2009 рік) |
| ------------------------------- | ------------------------------- | ------------------------------- | ------------------------------- | ------------------------------- |
| Віросповідання:                 |                                 |                                 | Відсоток:                       |                                 |
| католики                        | католики                        |                                 | 78.1%                           | 78.1%                           |
| мусульмани                      | мусульмани                      |                                 | 4%                              | 4%                              |
| християни                       | християни                       |                                 | 3.2%                            | 3.2%                            |
| юдаїзм                          | юдаїзм                          |                                 | 2.1%                            | 2.1%                            |
| індуїсти                        | індуїсти                        |                                 | 1.8%                            | 1.8%                            |
| інші                            | інші                            |                                 | 0.9%                            | 0.9%                            |
| атеїсти                         | атеїсти                         |                                 | 2.9%                            | 2.9%                            |

Головні релігії й вірування, які сповідує, і конфесії та церковні організації, до яких відносить себе населення країни: римо-католицтво — 78,1 %, англіканство — 7 %, іслам — 4 %, інші течії християнства — 3,2 %, юдаїзм — 2,1 %, індуїзм — 1,8 %, інші — 0,9 %, не сповідують жодної — 2,9 % (станом на 2001 рік).

## Освіта
Рівень письменності 2015 року становив 99 % дорослого населення (віком від 15 років): 99 % — серед чоловіків, 99 % — серед жінок.
Дані про державні витрати на освіту у відношенні до ВВП країни, станом на 2015 рік, відсутні.

## Охорона здоров'я
Смертність немовлят до 1 року, станом на 2015 рік, становила 6,16 ‰ (164-те місце у світі); хлопчиків — 6,85 ‰, дівчаток — 5,42 ‰.

### Захворювання
Кількість хворих на СНІД невідома, дані про відсоток інфікованого населення в репродуктивному віці 15—49 років відсутні. Дані про кількість смертей від цієї хвороби за 2014 рік відсутні.

## Соціально-економічне становище
Дані про відсоток осіб за межею бідності відсутні. Дані про розподіл доходів домогосподарств у країні відсутні. Рівень проникнення інтернет-технологій надзвичайно високий. Станом на липень 2015 року в країні налічувалось 24 тис. унікальних інтернет-користувачів (200-те місце у світі), що становило 82 % загальної кількості населення країни.

### Трудові ресурси
Загальні трудові ресурси 2013 року становили 22,91 тис. осіб (211-те місце у світі). Зайнятість економічно активного населення у господарстві країни розподіляється таким чином: промисловість і будівництво — 40 %; сфера послуг — 60 % (2001). Безробіття 2005 року дорівнювало 3 % працездатного населення (22-ге місце у світі)/ Дані про відсоток населення країни, що перебуває за межею бідності, відсутні.

## Гендерний стан
Статеве співвідношення (оцінка 2015 року):
- при народженні — 1,07 особи чоловічої статі на 1 особу жіночої;
- у віці до 14 років — 1,05 особи чоловічої статі на 1 особу жіночої;
- у віці 15—24 років — 1,1 особи чоловічої статі на 1 особу жіночої;
- у віці 25—54 років — 1,02 особи чоловічої статі на 1 особу жіночої;
- у віці 55—64 років — 0,86 особи чоловічої статі на 1 особу жіночої;
- у віці за 64 роки — 0,97 особи чоловічої статі на 1 особу жіночої;
- загалом — 1,01 особи чоловічої статі на 1 особу жіночої[1].

## Демографічні дослідження
Демографічні дослідження в країні ведуться рядом державних і наукових установ Великої Британії.

### Українською
- Атлас. 10-11 клас. Економічна і соціальна географія світу / упорядники :  О. Я. Скуратович, Н. І. Чанцева. — К. : ДНВП «Картографія», 2010. — ISBN 978-966-475-639-3.
- Атлас світу / голов. ред. І. С. Руденко ; зав. ред. В. В. Радченко ; відп. ред. О. В. Вакуленко. — К. : ДНВП «Картографія», 2005. — 336 с. — ISBN 9666315467.
- Безуглий В. В. Економічна і соціальна географія зарубіжних країн : Навчальний посібник. — К. : ВЦ «Академія», 2007. — 704 с. — ISBN 978-966-580-239-6.
- Безуглий В. В., Козинець С. В. Регіональна економічна і соціальна географія світу : Навчальний посібник. — видання 2-ге, доп., перероб. — К. : ВЦ «Академія», 2007. — 688 с. — ISBN 966-580-144-9.
- Гудзеляк І. І. Географія населення: Навчальний посібник / І. Гудзеляк. — Л. : Видавничий центр ЛНУ імені Івана Франка, 2008. — 232 с. — ISBN 978-966-613-599-8.
- Дахно І. І. Країни світу: Енциклопедичний довідник / І. І. Дахно, С. М. Тимофієв. — К. : Мапа, 2011. — 606 с. — (Бібліотека нового українця) — ISBN 978-966-8804-23-6.
- Дахно І. І. Економічна географія зарубіжних країн : навчальний посібник. — К. : Центр учбової літератури, 2014. — 319 с. — ISBN 978-611-01-0682-5.
- Джаман В. О. Регіональні системи розселення: демографічні аспекти. — Чернівці : Рута, 2003. — 392 с. — ISBN 9665685988.
- Дорошенко Л. С. Демографія: Навчальний посібник. — К. : МАУП, 2005. — 112 с. — ISBN 966-608-442-2.
- Дубович І. А. Країнознавчий словник-довідник. — 5-те вид., перероб. і доп. — К. : Знання, 2008. — 839 с. — ISBN 978-966-346-330-8.
- Економічна і соціальна географія країн світу. Навчальний посібник / За ред. Кузика С. П. — Л. : Світ, 2002. — 672 с. — ISBN 966-603-178-7.
- Загальна медична географія світу / В. О. Шевченко [та ін.] — К. : [б.в.], 1998. — 178 с.
- Крисаченко В. С. Динаміка населення: Популяційні, етнічні та глобальні виміри. — К. : Видавництво Національного інституту стратегічних досліджень, 2005. — 368 с. — ISBN 966-554-083-1.
- Любіцева О. О., Мезенцев К. В., Павлов С. В. Географія релігій. — К. : АртЕК, 1999. — 504 с. — ISBN 966-505-006-0.
- Масляк П. О. Країнознавство. — К. : Знання, 2007. — 292 с. — (Вища освіта XXI століття)
- Масляк П. О., Дахно І. І. Економічна і соціальна географія світу / П. О. Масляк, І. І. Дахно ; за ред. П. О. Масляка. — К. : Вежа, 2003. — 280 с. — ISBN 966-7091-53-8.

### Російською
- (рос.) Гибралтар // Демографический энциклопедический словарь / главн. ред. Валентей Д. И. — М. : Советская энциклопедия, 1985. — 608 с.
- (рос.) Гибралтар // Страны и народы. Зарубежная Европа. Южная Европа / Редкол. : В. П. Максаковский, С. А. Токарев (отв. ред.) и др. — М. : «Мысль», 1983. — 285 с. — (Страны и народы) — 180 тис. прим.
- (рос.) Атлас народов мира / Отв. ред. С. И. Брук и В. С. Апенченко. — М. : ГУГК ГГК СССР и Институт этнографии им. Н. Н. Миклухо-Маклая АН СССР, 1964. — 185 с. — 20 тис. прим.
- (рос.) Численность и расселение народов мира. Этнографические очерки / под ред. С. И. Брука. — М. : Издательство АН СССР, 1962. — 487 с.
- (рос.) Лаппо Г. М. География городов: Учебное пособие для географических факультетов вузов. — М. : Туманит, изд. центр ВЛАДОС, 1997. — 476 с. — ISBN 5-691-00047-0.
- (рос.) Урланис Б. Ц. Рост населения в Европе (опыт исчисления). — М. : ОГИЗ-Госполитиздат, 1941. — 436 с.
- (рос.) Ягельский А. География населения. — М. : Прогресс, 1980. — 383 с.